# Клисура (филм)
Клисура је југословенски и немачки филм из 1956. године. Режирао га је Бошко Косановић, који је написао и сценарио за филм.

## Радња
Мишел и његова сарадница Елен бораве у горштачком крају. Мишел показује знаке тешке болести. Кад га Елен једног дана не нађе у шатору, забрине се. Њега је онесвешћеног нашао Рамадан и склонио га у своју кућу. где га негује његова жена Ајка. Између Мишела и Ајке се развија опасна игра, коју примете Рамадан и Елен.
Мрки , у себи повучени горштак, кога је почела раздирати сумња, тражи доказ који би му дао право да убије Мишела и Ајку. Мишел осећа да Рамадан слути нешто и обузима га све већи страх...

## Улоге
| Глумац                   | Улога      |
| ------------------------ | ---------- |
| Ролф Ванка               |            |
| Катарина Мајберг         |            |
| Мариане Шинауер          |            |
| Илија Џувалековски       | Рамадан    |
| Велимир Бата Живојиновић | Ајкин брат |
| Салко Репак              |            |
| Божидар Дрнић            |            |

Комплетна филмска екипа ▼
| Редитељ                   | Бошко Косановић         |                   |
| Сценариста                | Бошко Косановић         |                   |
| Продуцент                 | Дана Никифоровић        | продуцент         |
| Продуцент                 | Ернст Робертс           | продуцент         |
| Композитор                | Бојан Адамич            |                   |
| Директор фотографије      | Александар Секуловић    |                   |
| Монтажер                  | Ружица Цвингл           |                   |
| Монтажер                  | Ханс Зелер              |                   |
| Сценограф                 | Драгољуб Лазаревић      |                   |
| Менаџер продукције        | Фрањо Бенковић          | вођа снимања      |
| Менаџер продукције        | Чарлс Роберт Лонгенекер | директор филма    |
| Помоћник режије           | Предраг Делибашић       | помоћник редитеља |
| Одсек за звук             | Паул Шолер              | тон мајстор       |
| Одсек за звук             | Урсула Зел              | миксер звука      |
| Одсек за камеру и расвету | Здравко Игњатовић       | пратилац камере   |
| Остала екипа              | Елса Џувалековска       | секретар режије   |